# Apocordulia
Apocordulia is een geslacht van libellen (Odonata) uit de familie van de glanslibellen (Corduliidae).

## Soorten
Apocordulia omvat 1 soort:
- Apocordulia macrops Watson, 1980